# Jeon Jong-Ha
Jeon Jong-Ha, född den 28 februari 1973, är en sydkoreansk landhockeyspelare.
Han tog OS-silver i herrarnas landhockeyturnering i samband med de olympiska landhockeytävlingarna 2000 i Sydney.